# 将军路街道 (淄博市)
将军路街道，是中华人民共和国山東省淄博市淄川区下辖的一个乡镇级行政单位。

## 行政区划
将军路街道下辖以下地区：
西关一社区、西关二社区、公义社区、慕王社区、将军头社区、二里社区、西关社区、西苑社区、樊家村、七里村、北石谷村、贾官村、公孙村、石门村、查王村、河洼庄村和前来村。